# Charles W. Myers
Charles William Myers (* 4. März 1936 in St. Louis, Missouri; † 4. September 2018) war ein US-amerikanischer Herpetologe. Sein Forschungsschwerpunkt war die Systematik der neotropischen Amphibien und Reptilien.

## Leben
1958 wurde er Forschungsassistent an der University of Florida in Gainesville, wo er 1960 den Bachelor of Science erlangte. 1962 wurde er zum Master of Arts an der Southern Illinois University Carbondale graduiert. Von 1964 bis 1967 war er Gastwissenschaftler am Gorgas Memorial Laboratory in Panama. Von 1968 bis 1973 war er Assistenzkurator am American Museum of Natural History. 1970 wurde unter der Leitung von William E. Duellman (1930–2022) an der University of Kansas zum Ph.D. in Zoologie promoviert. Von 1973 bis 1978 war er stellvertretender Kurator und von 1978 bis 1999 war er Kurator in der herpetologischen Abteilung des American Museum of Natural History. Von 1980 bis 1987 und ein weiteres Mal von 1993 bis 1999 war er Vorsitzender der herpetologischen Abteilung des American Museum of Natural History.
1999 ging er als emeritierter Kurator in den Ruhestand.
Myers veröffentlichte zahlreiche wissenschaftliche Artikel über Reptilien und Amphibien der Neotropis, darunter Preliminary evaluation of skin toxins and vocalizations in taxonomic and evolutionary studies of poison-dart frogs (Dendrobatidae) aus dem Jahr 1976. Diese Studie, die in Zusammenarbeit mit John W. Daly entstand, leistete Pionierarbeit bei der Entdeckung von über 450 lipophilen Alkaloiden aus mindestens 24 Hauptstrukturklassen in der Familie der Baumsteigerfrösche (Dendrobatidae). Im Jahr 2000 veröffentlichte er eine geschichtliche Abhandlung über die herpetologische Abteilung des American Museum of Natural History mit dem Titel A history of herpetology at the American Museum of Natural History. Er beschrieb etwa 34 neue Reptilienarten und mehrere neue Froschlurcharten aus Panama und Südamerika.
1985 war er ausführender Kurator der Fotoausstellung Mountain of the Mist in der Akeley Gallery des American Museum of Natural History über eine Expedition zum Tafelberg Cerro de la Neblina an der venezolanisch-brasilianischen Grenze im Jahr 1984, wo mehrere neue Froschlurche und Reptilien entdeckt wurden.
Myers war Mitglied der American Society of Ichthyologists and Herpetologists, der Society for the Study of Amphibians and Reptiles, der Society for the History of Natural History und Fellow of the American Association for the Advancement of Science.

## Dedikationsnamen
Nach Charles William Myers sind die Reptilienarten Amphisbaena myersi, Anolis charlesmyersi, Bothrocophias myersi, Ptychoglossus myersi und Urotheca myersi, die Froschlurcharten Allobates myersi, Pipa myersi und Leptodactylus myersi sowie die Froschlurchgattung Myersiohyla benannt.

## Publikationen (Auswahl)
- A history of herpetology at the American Museum of Natural History. Bulletin of the American Museum of Natural History, 2000
- Herpetofauna of the Yutajé-Corocoro massif, Venezuela: Second report from the Robert G. Goelet American Museum-Terramar Expedition to the northwestern tepuis. Bulletin of the American Museum of Natural History, 2001
- The Summit Herpetofauna Of Auyantepui, Venezuela: Report From The Robert G. Goelet American Museum–Terramar Expedition. Bulletin of the American Museum of Natural History,  2008
- New Taxa and Cryptic Species of Neotropical Snakes (Xenodontinae), with Commentary on Hemipenes as Generic and Specific Characters. Bulletin of the American Museum of Natural History,  2014
- The herpetological collection of Maximilian, Prince of Wied (1782-1867), with special reference to Brazilian materials. Bulletin of the American Museum of Natural History,  2015